# Îles Marquises
Les îles Marquises ou Te Henua Ènata (en marquisien : Te Fenua Ènata (Sud) / Te Henua Ènana (Nord), soit « la terre des humains ») forment un des cinq archipels de la Polynésie française.
Elles sont ainsi nommées par l'Espagnol Álvaro de Mendaña — qui les approche en 1595 — en l'honneur de l'épouse de son protecteur, García Hurtado de Mendoza, vice-roi du Pérou et marquis de Cañete. Mendaña visita d'abord Fatu Hiva, puis Tahuata, avant de rejoindre les Îles Salomon.
Les Îles Marquises sont inscrites au patrimoine mondial de l'UNESCO depuis 2024.
Le tāvana hau des îles Marquises est Myrna Peterano, et la cheffe de la subdivision administrative des îles Marquises est Anny Pietri.

## Géographie

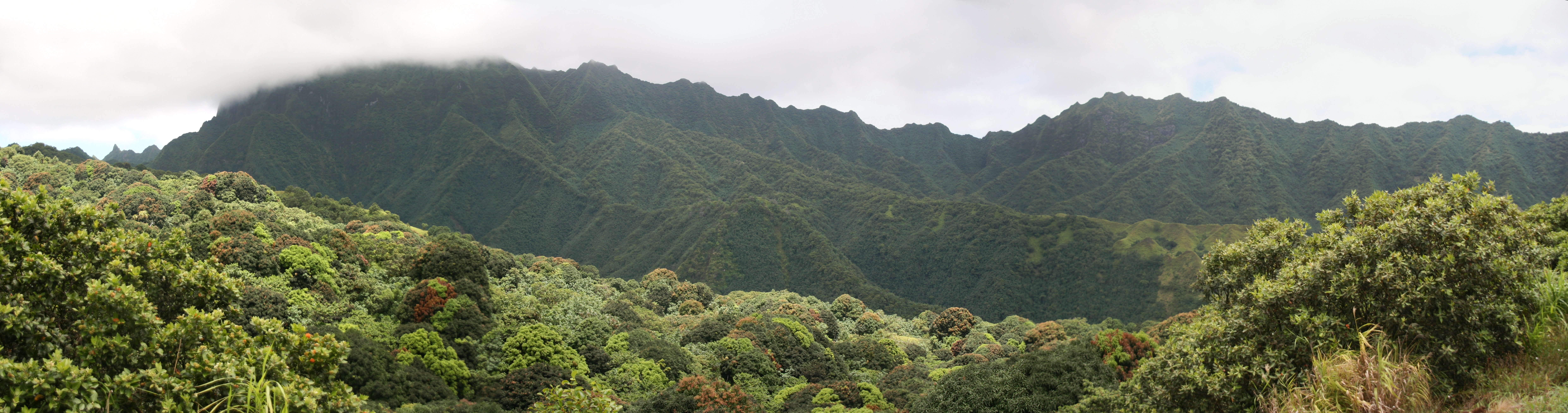
Forêt tropicale, sur l'île de Fatu Hiva.

### Îles
Les îles ont une superficie totale de 997 km2, elles constituent un des archipels les plus étendus de la Polynésie française. Elles se situent dans le Nord de l'océan Pacifique Sud et elles sont distantes de 975 km de l'équateur  (depuis Nuku Hiva, mais il faut compter 1 159 km depuis Fatu Hiva). Les îles se trouvent d'autre part à environ 1 000 km au nord-nord-est des îles Tuamotu. Depuis Nuku Hiva, où se situe le centre administratif de  l'archipel, il est nécessaire d'effectuer un parcours de 1 398 km pour rejoindre Tahiti, dans l'archipel de la Société.
Les îles sont réparties en deux groupes distincts :
- le groupe septentrional, centré autour de la grande île de Nuku Hiva, les trois plus petites îles d'Ua Pou au sud, d'Ua Huka à l’est, et de Motu Iti à l'ouest, et au nord les petites îles situées sur le même massif corallien d'Eiao, Hatutu et Motu One ;
- le groupe méridional, centré autour de l’île principale de Hiva Oa, et les plus petites îles très proches de Tahuata, Moho Tani (ou Motane) et Fatu Huku, et plus au sud l'île de Fatu Hiva et le rocher Motu Nao.

### Géologie
Les îles Marquises sont d'origine volcanique, à l’exception de Motu One : elles ont été formées par le point chaud des Marquises. Elles ont un relief escarpé et ne sont pas protégées par un récif corallien (sauf Fatu Hiva et quelques vallées comme Anaho à Nuku Hiva). Les sommets peuvent atteindre les 1 100 m d’altitude. Les falaises plongent dans la mer jusque dans les fonds marins et sont constamment érodées par les courants du Pacifique-Sud. Les côtes ont l’aspect d’une muraille coupée de profondes crevasses et de quelques plages. Quelques vallées profondes et isolées coupent les chaînes de montagnes.
Les paysages volcaniques sont à l’origine de nombreux noms de lieux : Hiva Oa, La Grande Crête ; Nuku Hiva, La Crête des Falaises ; Fatu Iva, Les Neuf Roches ou la Neuvième Île ; Fatu Huku, Morceau de Pierre ; Ua Pou, Les Deux Piliers, sans oublier la  « Baie des Verges » que les missionnaires changèrent en « Baie des Vierges ».

### Climat
La pluviosité est très variable d’une île à l’autre et d’une année sur l’autre. La température est modérée par les alizés. Les côtes au vent sont beaucoup plus arrosées que les côtes sous le vent, plus sèches et plus inhospitalières.

## Environnement
Localisation
L'archipel constitue une écorégion terrestre dans la classification du Fonds mondial pour la nature sous le nom de « forêts humides tropicales des Marquises ». Elle appartient au biome des forêts de feuillus humides tropicales et subtropicales de l'écozone océanienne.
La grande distance qui sépare les îles du continent est à l’origine des principales caractéristiques de l’écosystème. Celui-ci a souffert des activités humaines et de l’introduction d’espèces étrangères. La faune marine est riche, la faune terrestre est nettement plus pauvre : oiseaux, insectes (papillons), araignées, mille-pattes. L’homme a également introduit des chiens, des chevaux, des chèvres, des ovins ainsi que les rats, les moustiques et les scorpions.
La flore est variée et originale. On cultive l’arbre à pain, le cocotier, le tabac, la vanille et même le coton.

## Histoire

### Avant les contacts européens

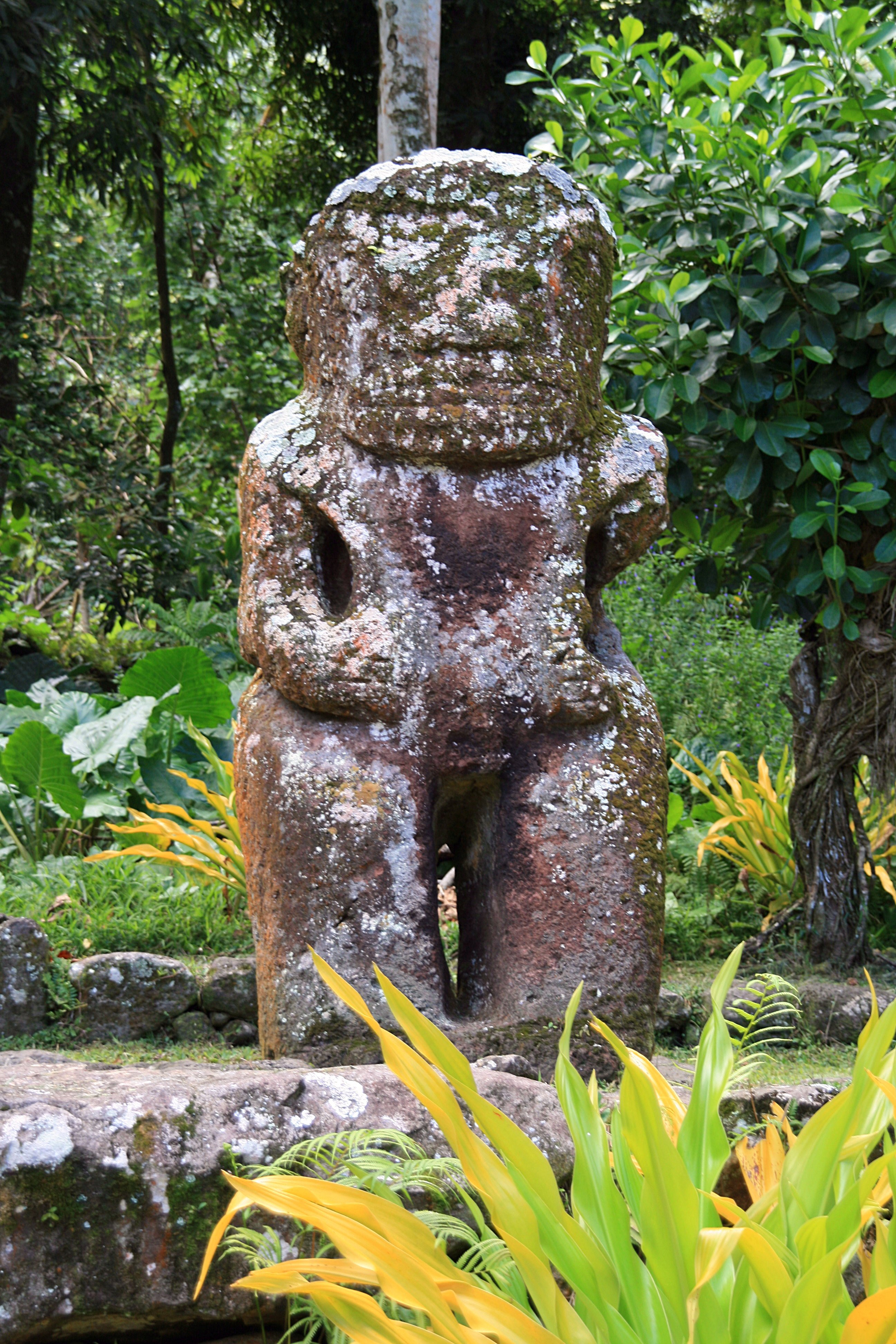
Tiki représentant le chef Taka'i'i, sur le site archéologique du Mea'e Te l'Ipona, près du village de Puamau, île de Hiva Oa.

Les premiers colons recensés aux Marquises étaient des Polynésiens venus de Polynésie occidentale, descendants de la culture Lapita. Les premières tentatives de datation au carbone du site suggèrent qu'ils sont arrivés avant l'an 100 de notre ère, d'autres estimations faisant état d'un peuplement à partir de l'an 600 de notre ère, mais plusieurs études indépendantes plus récentes suggèrent qu'ils sont arrivés plus récemment.
Par exemple, une étude de 2010 qui a appliqué des méthodes de datation au radiocarbone plus précises à des échantillons plus fiables suggère que la première colonisation de la Polynésie orientale a eu lieu beaucoup plus tard, dans un laps de temps plus court et en deux vagues : la première est une migration vers les îles de la Société entre 1025 et 1120 environ (quatre siècles plus tard que ce que l'on pensait auparavant) ; la seconde, entre 70 et 265 ans plus tard, est une dispersion de migrants vers toutes les îles restantes des Marquises entre 1190 et 1290 environ. Cette colonisation relativement rapide expliquerait l'« uniformité remarquable de la culture, de la biologie et de la langue de la Polynésie orientale ».
Une autre étude, publiée en 2014, suggère que la date du premier peuplement des Marquises est un peu plus ancienne : entre 900 et 1000 environ,.
Avant les contacts européens, la société marquisienne comprenait cinq classes : les familles nobles hakāìki parmi lesquelles chaque tribu avait sa lignée royale héréditaire (hérédité pas forcément patrilinéaire), les tauà ou prêtres, les kaìoi  ou clans libres ordinaires (chacun ayant ses propres affiliations initiatiques totémiques), les tuhuna (artisans, artistes, conteurs) et les kikino (serfs et serviteurs, pouvant être des captifs de guerre, ou bien des personnes punies pour avoir enfreint des tabous ou pour dettes).
Chaque vallée était le territoire d’une tribu, voire de deux (amont et aval) et des conflits pouvaient les opposer. Un des rôles des tauà était de pratiquer la divination pour « lire » la volonté des esprits ou des dieux et trancher le litige. Si cela échouait, les guerriers procédaient à un haka (parade d’intimidation) pour éviter la confrontation physique si l’un des deux clans se retirait. À l’issue d’une guerre et dans un cadre religieux, le sacrifice humain et le cannibalisme rituel pouvaient parfois être pratiqués aux dépens des prisonniers de guerre, ce qui a beaucoup impressionné les commentateurs européens, alors que le plus souvent les captifs devenaient des kikino ou bien étaient rendus contre rançon.
Selon la tradition orale de l’île de Pâques, le premier souverain de cette île, Hotu Matu'a, serait venu, avec sa tribu, de « Hiva », peut-être Nuku Hiva ou bien Hiva Oa aux Marquises.
Les pétroglyphes sont nombreux, ainsi que les habitats troglodytiques.

### Explorations occidentales
Le premier Européen qui les découvre est l'Espagnol Álvaro de Mendaña en 1595. Au cours de son voyage du Pérou aux îles Salomon, il rencontre les îles du sud qu'il nomme : Magdalena (Fatu Hiva), Dominica (Hiva Oa), Santa Cristina (Tahuata) et San Pedro (Moho Tani). Deux siècles passent avant qu’un autre Européen, James Cook, ne revienne en avril 1774. Il y reste une semaine pour se réapprovisionner au retour  de son exploration du sud de l'océan Pacifique.
En juin 1791, l’Américain Joseph Ingraham reconnaît les îles du groupe nord : Federal (Ua Huka), Washington (Nuku Hiva) et Adams (Ua Pou). Il les nomme « les îles Washington ». Deux mois plus tard, le Français Étienne Marchand prend possession de l’archipel au nom de la France, et le nomme « îles de la Révolution ». Les îles reçoivent son nom et celui de ses seconds : Marchand (Ua Pou), Masse (Eiao) et Chanal (Hatutu), de ses commanditaires Baux (Nuku Hiva) et d'une particularité géomorphologique, Deux Frères (Motu Iti). En 1792, Richard Hergest, ancien officier de Cook, commandant du Daedalus, y fait escale et nomme les îles Sir Henry Martin (Nuku Hiva), Robert (Eiao), Trevenans (Ua Pou) et Riou (Ua Huka). Il est alors considéré, à tort, comme le véritable découvreur des Marquises mais en réalité il n'a fait qu'établir la première carte fiable des îles.
Johann Adam von Krusenstern, capitaine de la marine impériale russe, visite en 1804 les îles Marquises lors de son voyage de circumnavigation (1803-1806). Il découvre sur la côte sud-occidentale de Nuku Hiva une baie (actuelle baie de Hakauì) pouvant faire un excellent port, à laquelle il donna le nom de Tchitchagov, nom du ministre de la Marine russe, Pavel Tchitchagov. Il rencontre le marin français Joseph Kabris (1780-1822) et le marin gallois Edward Robarts (1770-1832).
En 1813, au cours de la guerre anglo-américaine, l’Américain David Porter établit une base navale à Nuku Hiva, qu’il rebaptise île Madison en l’honneur du président américain James Madison. Mais après la guerre, les États-Unis ne ratifient pas cette possession.
Les visites annuelles de bateaux seraient de 5 dans les années 1810, 10 pour les années 1820, 25 pour les années 1830.
En 1845, le chef marquisien Pākoko Teìkivaeoho est exécuté par les autorités françaises.

### Présence française
En 1842, le Français Aubert du Petit-Thouars prend possession de l’archipel, qui est intégré aux Établissements français de l'Océanie. Dès cette époque, Du Petit-Thouars, ainsi que François Guizot, envisagent de créer là un lieu accueillant les condamnés à la peine de déportation, prévue pour les crimes politiques mais pas encore appliquée à cette date.
En 1849, les premières condamnations à cette peine sont prononcées par la Haute Cour de justice de Bourges, qui condamne Armand Barbès, l'ouvrier Albert et Louis Blanc. Peu de temps après, la loi du 8 juin 1850 détermine l'île de Nuku Hiva, la plus grande de l'archipel, comme lieu de déportation. En 1852, ont lieu les premières, et uniques, déportations aux Marquises : Louis Langomazino, Alphonse Gent et Albert Ode, des opposants au coup d'État du 2 décembre 1851, sont condamnés et sont exilés avec leurs familles. Mais l'établissement de Taiohae, très isolé, est abandonné dès 1854 et transféré en Nouvelle-Calédonie.

### Histoire contemporaine

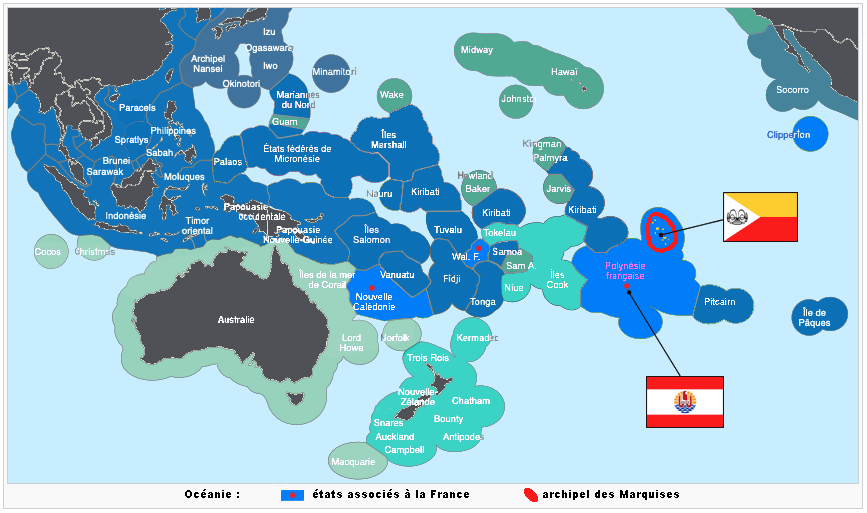
Position des îles Marquises en Polynésie française et en Océanie.

Drapeau des îles Marquises, depuis le 30 novembre 2018.

Les îles Marquises sont incorporées au territoire d'outre-mer de la Polynésie française en 1958, après la victoire du « oui » au référendum. En 2018, les Marquises adoptent un nouveau dessin du drapeau de la communauté de communes et notamment du matatiki.
Les 25 et 26 juillet 2021, les îles reçoivent, dans le cadre d'un voyage officiel en Polynésie française, la première visite d'un président de la République française avec le passage d'Emmanuel Macron à Hiva Oa, dont la maire est Joëlle Frébault, qui donne lieu à de grandes festivités culturelles et des annonces de la part du président dans les domaines écologiques et patrimoniaux avec notamment une volonté de faire inscrire l'archipel des Marquises au Patrimoine mondial de l'Unesco,.

## Démographie
La population marquisienne descend essentiellement de Polynésiens venus s'installer dans l'archipel dès 150 av. J.-C. à 100 ap. J.-C. originaires des Samoa et des Tonga.
La rencontre des explorateurs avec les Marquisiens eut pour effet de les exposer à des maladies contre lesquelles ils n'avaient aucune immunité. Cela entraîna une forte chute de la population. On estime qu’au XVIe siècle la population s’élevait à 100 000 habitants, au début du XXe siècle elle n’était plus que de 2 000 Marquisiens. Elle est remontée aujourd’hui à 9 264.

## Communes et circonscription électorale
L'archipel comptait 9 264 habitants en 2012.
Au nord, se trouvent les communes les plus peuplées :
- Nuku Hiva : 2 966 habitants. C'est l’île principale du groupe septentrional, et le siège dans le village de Taiohae du chef-lieu des Marquises ;
- Ua-Pou : 2 173 habitants ;
- Ua-Huka : 621 habitants.

Et au sud les communes de :
- Hiva-Oa : 2 190 habitants (l’île principale du groupe méridional, et la plus célèbre) ;
- Tahuata : 703 habitants ;
- Fatu-Hiva : 611 habitants.

La circonscription électorale pour l'Assemblée de la Polynésie française comprend les communes ci-dessus. Elle élit trois représentants à l'Assemblée de la Polynésie française. Elle fait partie de la circonscription Est pour les législatives françaises.
Les communes sont regroupées au sein de la Communauté de communes des îles Marquises (CODIM) par arrêté du 29 novembre 2010 dont le siège est fixé à Atuona (île de Hiva-Oa).

## Économie

### Transports et communications
- Avion : il y a quatre aéroports en service aux Marquises. Ils sont sur les îles de Nuku Hiva, Ua Pou, Ua Huka et Hiva Oa. Ils sont desservis par les compagnies Air Tahiti et Air Moana.
- Bateau : l'archipel est ravitaillé régulièrement par bateaux cargos Aranui et Taporo[30], le bateau Te Ata o Hiva assure les liaisons inter îles du groupe sud[31] et le Kaoha Tini les liaisons inter-îles du nord.
- Taxis et automobiles bénéficient d'un réseau routier en fréquente amélioration grâce au bétonnage des routes.
- Les chevaux restent un moyen de transport encore utilisé sur plusieurs îles.

### Tourisme
En 2013, 10 831 touristes se sont rendus dans l'archipel, notamment par le cargo Aranui. En 2022, l'Aranui 5 continue à assurer une liaison régulière entre Tahiti et les Marquises. Au début des années 2010, entre 600 et 700 voiliers par an faisaient escale aux Marquises.
Ils sont hébergés dans deux hôtels internationaux (le Hanakee Pearl Lodge sur l’île de Hiva Oa et le Keikahanui Pearl Lodge à Nuku Hiva) et environ 125 chambres (9% des 1385 de Polynésie française) en pensions de famille. Ces hébergements ont un taux de remplissage de seulement 38% dans l'hôtellerie internationale (contre 60% en moyenne en Polynésie française), et 19% dans les pensions de famille (contre 25%).
La fréquentation touristique moindre des Marquises par rapport à la moyenne de la Polynésie française peut s'expliquer, selon l'IEOM, par son éloignement de la capitale, par le coût élevé des transports aériens, par l'irrégularité de la desserte maritime, la faiblesse des aménagements touristiques et une moindre promotion touristique comparativement à d’autres archipels correspondant plus aux représentations du mythe polynésien.

## Culture

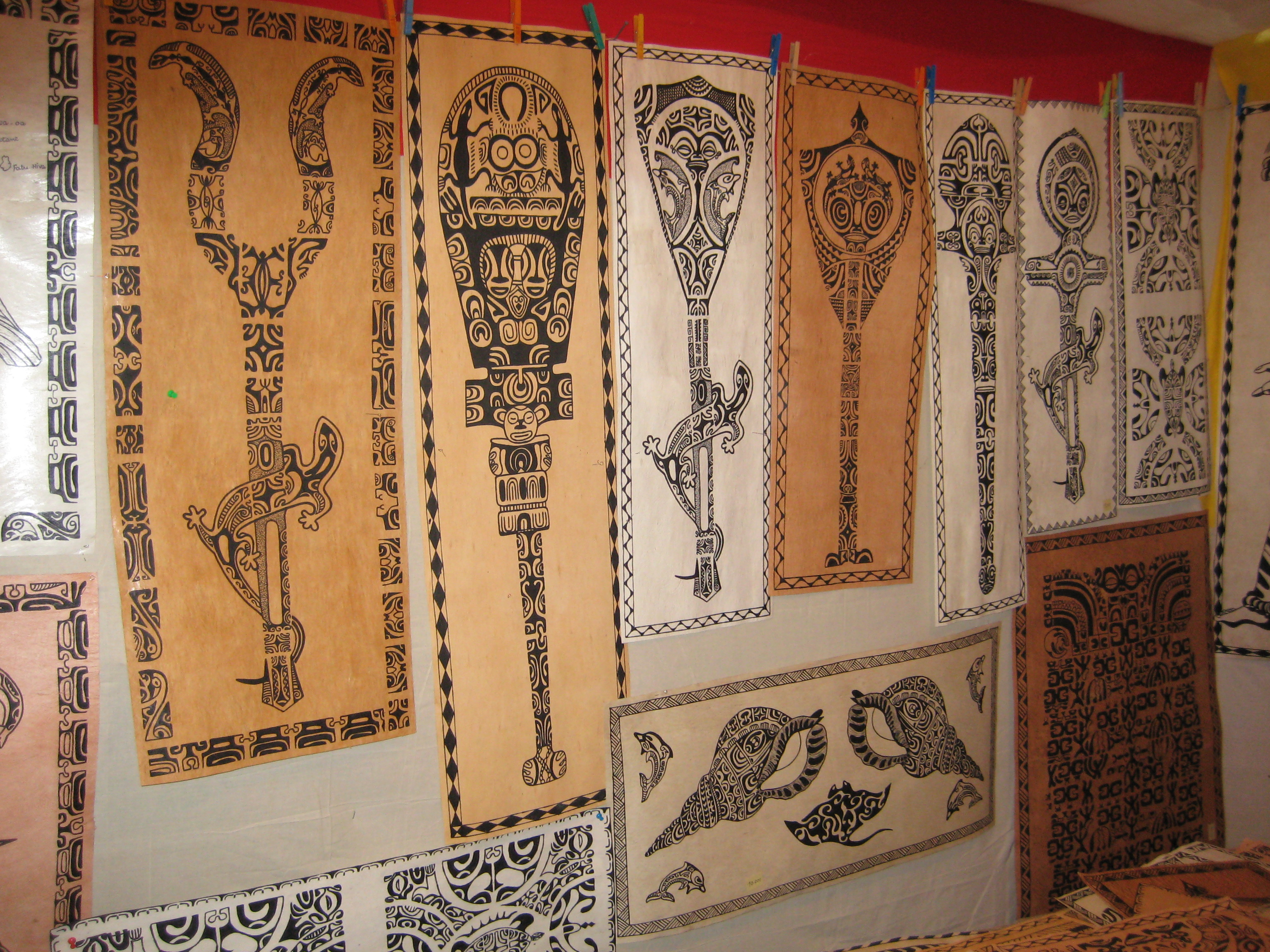
Tapas marquisiens représentant des U'us.

Les îles Marquises étaient autrefois un centre important de la civilisation polynésienne orientale (les Hawaï et l'île de Pâques ont vraisemblablement été peuplées à partir des Marquises, comme le montre la parenté des langues hawaïenne et pascuane avec le marquisien)[réf. nécessaire].

### Le festival des arts traditionnels des îles Marquises
Le renouveau de la culture Marquisienne se manifeste intensément à l'occasion du Festival des arts des îles Marquises, Matavaa o te Fenua Enata (« fête de la terre des Hommes » en marquisien du Sud) ou Matavaa o te Henua Enana (en marquisien du Nord).

### Patrimoine mondial de l'UNESCO
En 1996, une procédure d’inscription sur la liste du patrimoine mondial de l'UNESCO du bien mixte et série (naturel et culturel) des Îles Marquises est entamée.
Sept sites sont officiellement inscrits comme patrimoine mondial par le comité de l'UNESCO le 26 juillet 2024 sous le nom de , :
| Site                              | Superficie (ha) | Coordonnées                               | Illus. |
| --------------------------------- | --------------- | ----------------------------------------- | ------ |
| Ensemble mixte de Eiao-Hatu Tu    | 46 356          | 7° 58′ 11,62″ sud, 140° 38′ 45,77″ ouest  |        |
| Ensemble mixte de Nuku Hiva       | 76 227          | 8° 51′ 55,17″ sud, 140° 07′ 47,36″ ouest  |        |
| Ensemble mixte de Ua Pou          | 40 929          | 9° 24′ 16,49″ sud, 140° 04′ 05,37″ ouest  |        |
| Aire marine côtière de Ua Huka    | 34 516          | 8° 54′ 41,64″ sud, 139° 33′ 09,33″ ouest  |        |
| Ensemble mixte de Hiva Oa-Tahuata | 97 865          | 9° 49′ 58,59″ sud, 139° 00′ 56,64″ ouest  |        |
| Ensemble mixte de Fatu Uku        | 12 225          | 9° 26′ 13,81″ sud, 138° 55′ 39,37″ ouest  |        |
| Ensemble mixte de Fatu Iva        | 37 631          | 10° 29′ 05,15″ sud, 138° 39′ 20,08″ ouest |        |

### Langue
Le marquisien est officiellement reconnu comme langue régionale de France. Il se subdivise en deux dialectes qui correspondent aux deux groupes d'îles (certains linguistes considèrent qu'il s'agit de deux langues distinctes). Le marquisien est défendu par l'Académie marquisienne, créée en 2000 par l'Assemblée de la Polynésie française.

### Arts et lettres

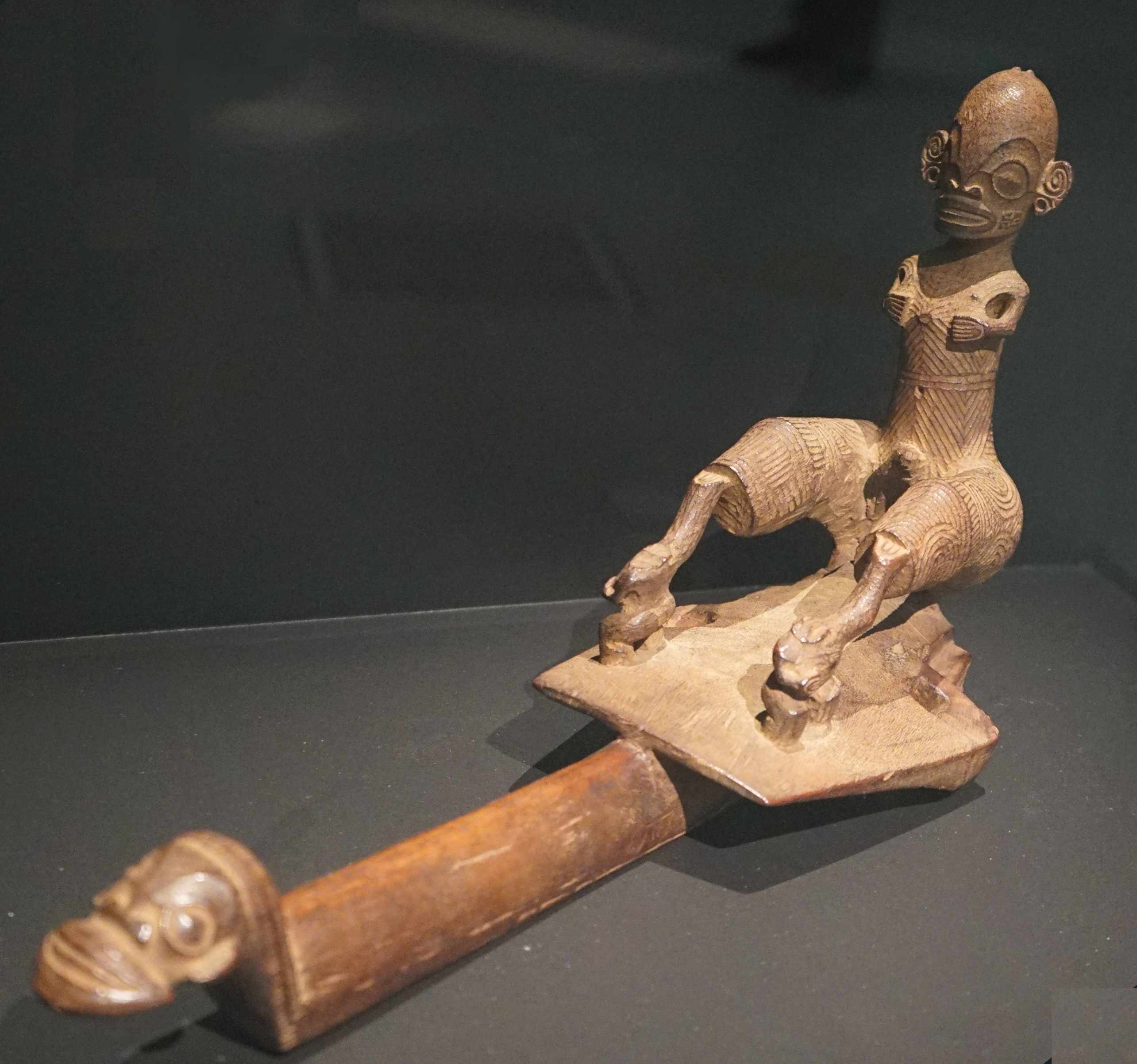
Matahoata, proue de pirogue, Musée d'ethnographie de Genève.

Aujourd’hui la culture marquisienne est un mélange de culture originelle, tahitienne et française.

#### Ébénisterie

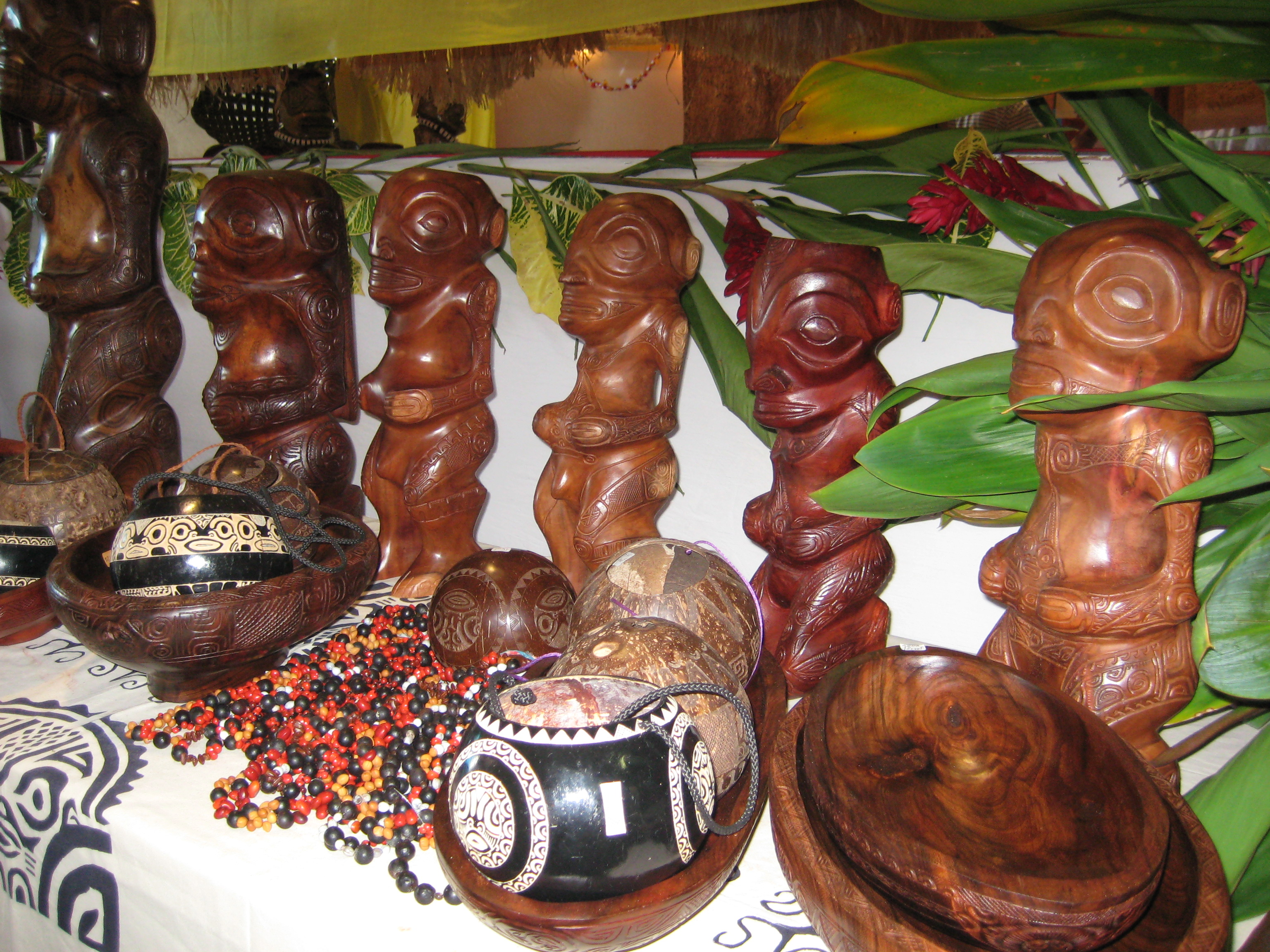
Artisanat marquisien, tiki en tou et autres.

Le tou (nom local polynésien pour le noyer d'Océanie ou faux-ébène, lat. cordia subcordata) est utilisé en ébénisterie pour la construction, entre autres, de sculpture de la divinité Tiki ou de meubles. C'est le cas du bureau présidentiel de Polynésie française, on dit, localement, qu'il est en tou marquisien. Ua Huka dans les Marquises, est réputé pour ses sculptures. Ils utilisent en plus du tou, du miò (thespesia populnea), pour la sculpture de statuettes en bois représentant Tiki, mais également acajou et bois noir.
D'autres objets que les statuettes illustrent le savoir-faire des Marquises en matière de sculpture : les rames-oiseau traditionnelles en sont un exemple notable,.

#### Tatouage
Bien que la pratique du tatouage soit présente dans l’ensemble de la Polynésie, cet art a atteint son sommet aux Marquises. Les habitants des îles Marquises, hommes et femmes, étaient connus pour leurs nombreux tatouages. Ceux-ci avaient un rôle d'intégration dans le clan, de vertus de protection contre les esprits et les ennemis ainsi que des vertus thérapeutiques.
Le tatouage était considéré unanimement par les Marquisiens comme indispensable. En effet, tout individu non tatoué n’était pas intégré aux activités sociales du clan. Une personne non tatouée n'était pas admissible au mariage. Le long et rigoureux rite du tatouage donnait accès aux jeunes du clan à un statut « d’homme » ou de « femme », devenant ainsi adulte. C'est d'ailleurs à la fin de ce processus d'initiation, marqué par le tatouage, qu’une fête durant trois jours était organisée qui se clôturait par un sacrifice humain. Le tatouage était ainsi à la fois épreuve, preuve et repère social.
Preuve de maturité, le tatouage possède aussi un fort lien avec la beauté, la séduction et par extension le mariage ainsi que la capacité de procréation des individus. Les tatouages ont le pouvoir de capter et retenir l’attention de l’autre. En effet, à la fin du XIXe siècle, des lèvres, des mains ou des pieds non tatoués étaient considérés comme laids, voire repoussants. Le bas-ventre et les reins étant considérés comme le siège du pouvoir de création, ils étaient très fréquemment tatoués, notamment pour les femmes de haut rang.
Le tatouage de ces îles fascina très tôt les Occidentaux en leur inspirant, au gré des époques, dégoût ou admiration comme le démontre leur disparition progressive à partir de 1830, avec la mise en place d'interdictions de la part de l'Église. Cependant, la pratique du tatouage est loin d'être un « caprice » esthétique pour les autochtones, elle représente au contraire l'appartenance des individus au monde des Hommes, leur mana et leur identité.
Bien que cette pratique se soit perdue au cours des siècles, Karl von den Steinen souligne que « cela ne signifie pas que cette coutume n’a pas d’histoire pour la simple raison que celui qui le porte ne sait plus rien à son sujet. ». De nos jours, il existe un regain d’intérêt du public occidental pour les motifs de tatouages marquisiens. Teiki Huukena a publié des dictionnaires du tatouage marquisien.

#### Tapa
Traditionnellement, ces étoffes (en tissu d'écorce battue) étaient surtout utilisées à l'état naturel pour les vêtements de cérémonie.
Aujourd'hui, le tapa est utilisé en Polynésie comme support pour l'artisanat d'art, couverts de motifs géométriques, de représentations de tikis, semblables à des motifs de tatouage... L'île de Fatu Iva a la réputation de maintenir le savoir-faire de la fabrication du tapa.

### Sources d'inspiration dans l'art et la culture

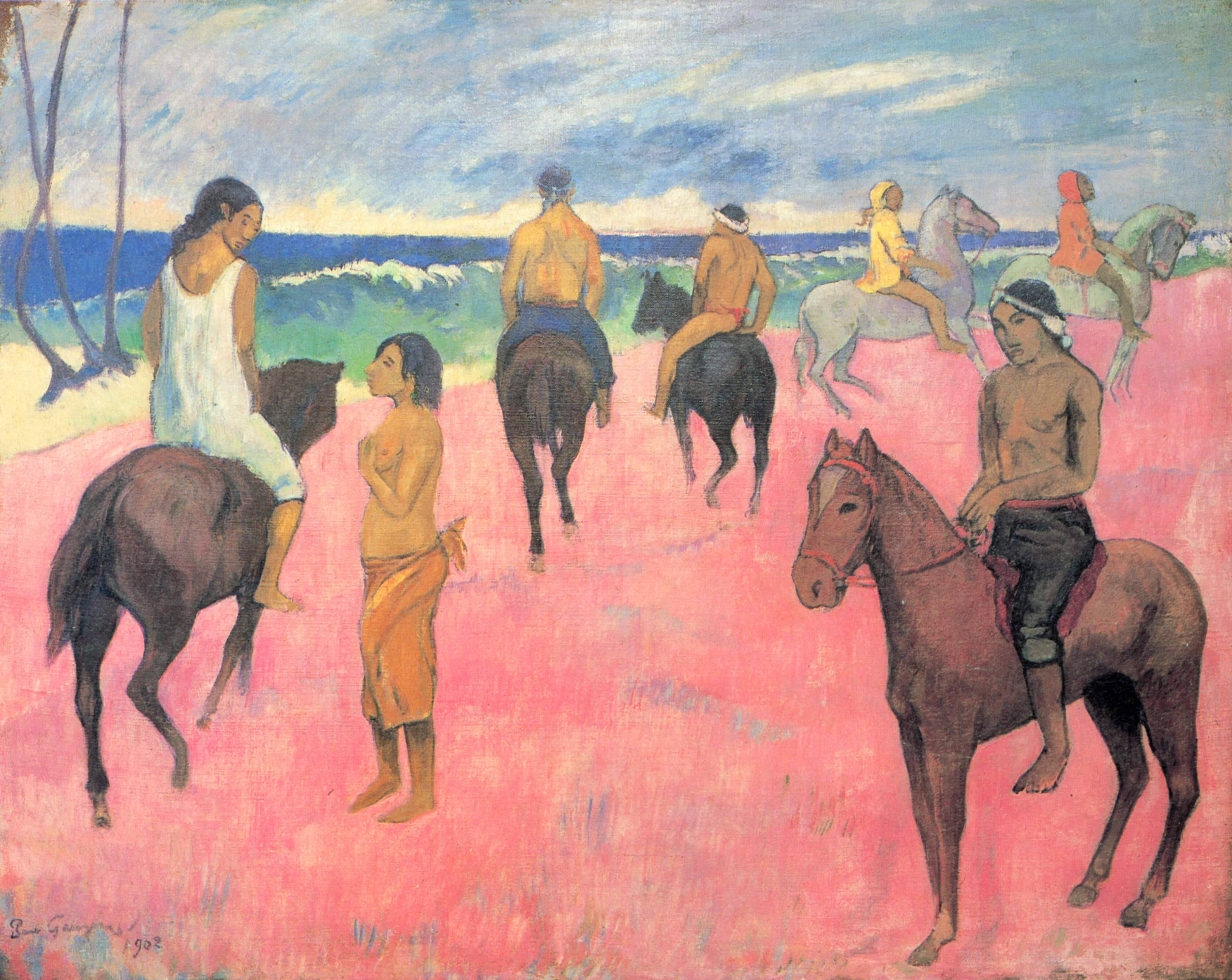
Paul Gauguin : Cavaliers sur la plage (1902).

- Les Marquises inspirèrent le romancier américain Herman Melville, dont les expériences aventureuses dans les îles formèrent la base des romans autobiographiques Taïpi (1846) et Omoo (1847). Ces deux livres décrivent notamment en détail les conditions de vie des tribus indigènes durant la première moitié du XIXe siècle, avant la colonisation française. Celle-ci est évoquée de façon marginale, mais non sans une certaine ironie : « C'était sans doute un vaillant, mais non moins prudent guerrier que ce vice-amiral Dupetit-Thouars susnommé. Quatre lourdes frégates armées à couple et trois corvettes pour soumettre par intimidation quelques païens tout nus ! Soixante-huit canons pour abattre des huttes en rameaux de cocotiers, et des fusées de Congreve pour mettre le feu à quelques abris à pirogue ! »[48].
- L'écrivain écossais Robert Louis Stevenson a consacré la première partie de son livre Dans les mers du Sud (1896) (In the South Seas (1891)), aux Marquises visitées lors de son premier voyage dans le Pacifique sud, en 1888, à bord du yacht Le Casco.
- Le romancier Jules Verne situe son roman L'Île à hélice (1895) dans des îles semblables aux Marquises.
- Karl von den Steinen, Die Maŕquesaner und ihre Kunst : Studien über die Entwicklung primitiver Südseeornamentik nach eigenen Reiseergebnissen und dem Material der Museen (1925-1928).
- Le chercheur et aventurier norvégien Thor Heyerdahl écrit son livre Fatu Hiva (1937, 1974) après être resté plus d’un an sur cette île. Il est le point de départ de ses recherches sur les migrations maritimes préhistoriques.
- Le peintre Paul Gauguin (1848-1903) réside sur cet archipel à partir de 1901. Il profite de son séjour pour défendre les droits des indigènes. Influencé par l'environnement tropical et la culture polynésienne, il a réalisé des sculptures sur bois et peint de nombreux tableaux. D'après le magazine Geo, Gauguin « comprit que les insulaires n’avaient pas échappé à l’entreprise d’acculturation menée par les missionnaires et les colons européens. Il arrivait dans un monde agonisant, devenu l’île du désappointement ». Le peintre est enterré dans le cimetière d'Atuona[49].

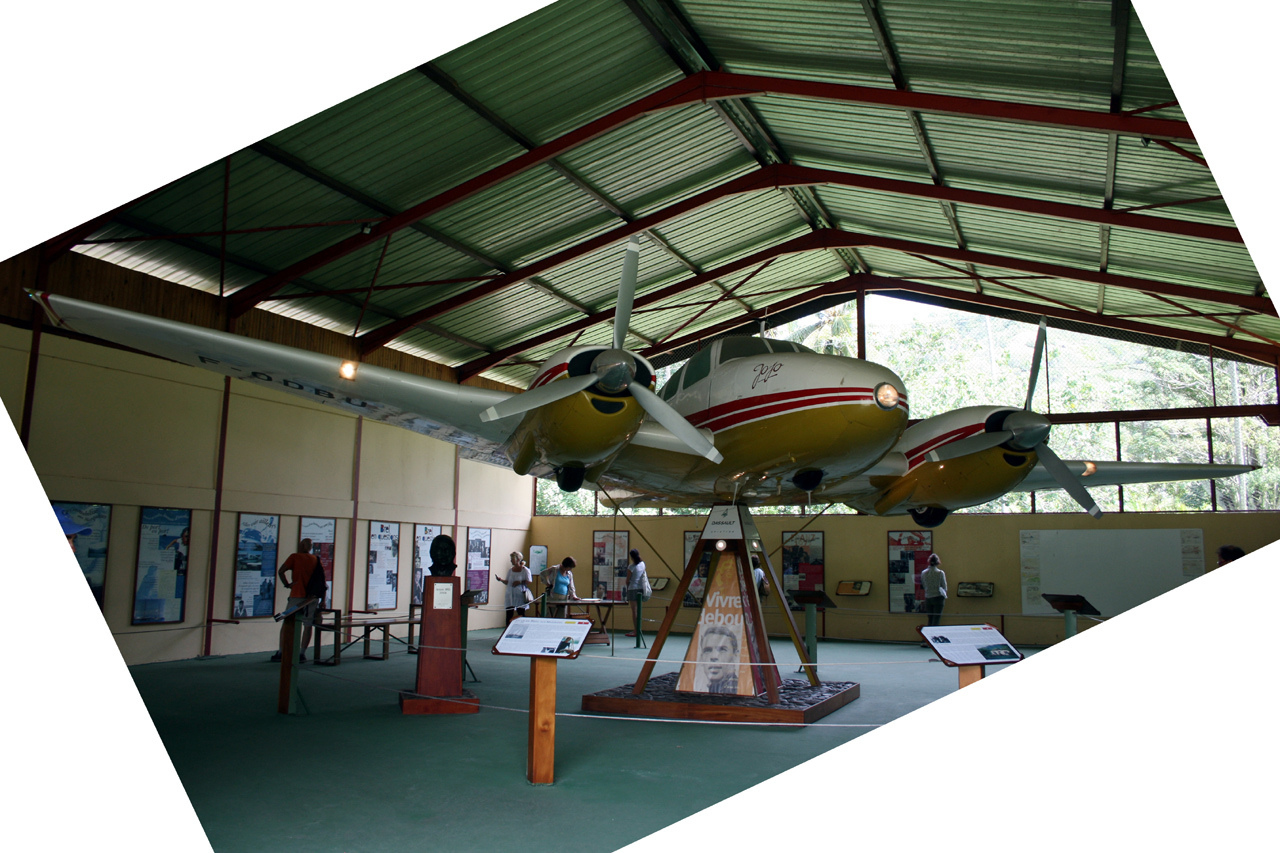
Musée-espace Jacques Brel d'Atuona de l'île d'Hiva Oa.

- Le chanteur Jacques Brel (1929-1978) réside à Atuona de l'île d'Hiva Oa des îles Marquises les trois dernières années de sa vie, de 1974 à 1978. Il y écrit et compose son dernier album Les Marquises de 1977, et y est inhumé au coté du peintre Paul Gauguin (au quel il fait référence dans sa chanson Les Marquises[50]). Le musée-espace Jacques Brel lui est dédié[51].
- Nuku Hiva sert en 2001 de lieu de tournage pour l'émission américaine de télé réalité Survivor (bien que la population marquisienne n’ait pas été consultée).
- L'écrivain Michel Bussi (1965-) situe l'intrigue de son roman Au soleil redouté (expression qui fait référence à la chanson Les Marquises de Jacques Brel) aux îles Marquises[52].
- L’auteure-réalisatrice Teaki Dupont-Teikivaeoho crée une œuvre originale avec son film documentaire « Mon île marquises, d’héritages en métissages » sur l’histoire de son ancêtre Pakoko, dernier chef des Îles Marquises, exécuté par les Français en 1865, dont les objets sont exposés au musée du Quai Branly à Paris.
- Le roman La Part du requin (Elytis, 2015) de Serge Legrand-Vall (1958-) raconte l'appropriation française des îles Marquises, et en particulier de Nuku Hiva.
- Le recueil de haïkus Haïkus aux Marquises - Haiku i te Fenua Ènata (Pippa Éditions, 2019) et le roman L'île-sirène (Haere Pō, 2021) ont été écrits par Seegan Mabesoone lors de sa résidence d'artiste à Hiva Oa.
- Le roman noir ''Henua'' (la terre natale, la terre-mère) publié en janvier 2025 de Marin Ledun se déroule sur l'île du nord de Nuku Hiva. (Collection Série Noire , Gallimard).

## Personnalités liées aux îles Marquises
- Abel Aubert du Petit-Thouars (1793-1864), navigateur et explorateur français
- Karl von den Steinen (1855-1929), médecin, philologue, explorateur et ethnologue allemand
- Jacques Brel (1929-1978), auteur-compositeur-interprète, acteur et réalisateur belge
- Georges de Caunes (1919-2004), journaliste et aventurier français
- Paul Gauguin (1848-1903), peintre français
- Thor Heyerdahl (1914-2002), anthropologue, archéologue et navigateur norvégien
- Joseph Kabris (1780-1822), marin français naufragé aux îles Marquises en 1795
- Louise Kimitete (1939-2020), danseuse et chorégraphe polynésienne[53]
- Herman Melville (1819-1891), romancier, essayiste et poète américain
- Max Radiguet (1816-1899), voyageur, romancier, auteur de poésies et illustrateur français
- Edward Robarts (1770-1832), marin gallois
- Victor Segalen (1878-1919), poète, médecin de marine, ethnographe et archéologue français
- Louis Rollin (1887-1972), médecin, administrateur colonial et officier des Forces Françaises Libres

### Cinéma
- Îles Marquises - L'Odyssée d'Ismaël, film documentaire de Jean-Charles Granjon, France, 2018